# دنت د ساوینی
دنت د ساوینی (به لاتین: Dent de Savigny) یک کوه در سوئیس است که در کانتون وو واقع شده‌است. دنت د ساوینی ۲٬۲۵۲ متر بالاتر از سطح دریا واقع شده‌است.